# 布盧希爾 (緬因州)
布盧希爾（英語：Blue Hill）是一個位於美國緬因州漢考克縣的市鎮。

## 人口
根據2020年美國人口普查的數據，布盧希爾的面積為224.22平方千米，當中陸地面積為161.82平方千米，而水域面積為62.39平方千米。當地共有人口2792人，而人口密度為每平方千米12人。